# Битка при Агригент
Битката при Агригент (Сицилия, 261 пр.н.е.) е първата голяма военна конфронтация между Картаген и Римската република. Битката се състои след дълга обсада на град Агригент (Агригентум), започнала през 262 пр.н.е. и завършва с победа на римляните и започването на римската контрола на Сицилия.
Командири на римската войска са консулите Луций Постумий Мегел и Квинт Мамилий Витул. Агригентум е защитаван от един картагенски гарнизон с командир Ханибал Гискон.
В началото на 261 пр.н.е. пристига друга картагенска войска със слонове с командир Ханон. Римляните завладяват града, плячкосват го и продават всички негови жители в робство.
Тази победа не е наградена с триумф, понеже голяма част от картагенската войска успява да избяга, също и Ханибал Гискон с гарнизона му. След това Рим започва да строи флота.